# Bolívia nos Jogos Olímpicos de Verão de 1976
A Bolívia competiu nos Jogos Olímpicos de Verão de 1976 em Montreal, Canadá.

## Resultados por Evento

### Atletismo
Maratona masculina
- Lucio Guachalla — 2:45:31 (→ 60º lugar)

### Ciclismo
Estrada Individual masculino
- Marco Soria — não terminou (→ sem classificação)

1.000 m por tempo masculino
- Marco Soria — 1:14.480 (→ 26º lugar)

### Hipismo
- Roberto Nielsen-Reyes

### Tiro
- Jaime Sánchez